# Ораховац
Ораховац (алб. Rahovec, Rahoveci) је градско насеље и седиште истоимене општине у Србији, које се налази у југозападном делу Косова и Метохије и припада Призренском управном округу. Према попису из 2024. било је 13.642 становника.
Атар насеља се налази на територији катастарске општине Ораховац површине 4894 ha.

## Историја
Први писани помен о Ораховцу је из 1348. године, у повељи српског краља и цара Стефана Душана. Године 1405. насеље је приложено манастиру Хиландару на Светој гори. Сачуван је један црквени запис у коме стоји да „6. априла 1898. Арнаути опљачкаше ораовачку цркву”.
Тако је и било али се по њих на крају лоше завршило. Однели су тада безбожници проваливши кроз црквена врата: плаштаницу, крст од сребра, три путира, свете дарове, фелон, рачицу, бакарни суд за водицу, неколико кандила и свећњаке на жртвенику и часној трпези и друге ситније ствари. Злочин је пријављен црквеним и царским властима, а црква је са своје стране нудила 2 турске лире ономе ко врати црквене предмете. У року од две године лоше су прошли поборници светотатства; један погинуо, други се телесно разболео, трећи умно пореметио. Брат убијеног лопова Арнаутина је решио да врати украдено и то тајно. Преко посредника је договорио са свештеником да врати а да добије за узврат пет пари вунених чарапа. Код примопредаје децембра 1899. године, није међутим све вратио, јер се заклео тада да остало и није било код њега. Вратио је једину плаштаницу коју је храм имао, али сребрни крст су пљачкаши већ били претопили у сребро.
У Ораховцу су српску књигу Плач Старе Србије купили 1864. године мештани: поп Илија парох и Тома Симић.
Усред насеља, у горњем делу Ораховца се налази црква Успења Пресвете Богородице, а испред ње налази се трг. Подигнута је 1859. године на старијим темељима храма. Црква је солидно очувана грађевина од тесаног камена, са наглашеним порталом и звоником. На фасади је узидано неколико рељефа у камену. У вароши се налази и конак манастира Пећке патријаршије, подигнут 1848. године. У ораховачком виноградишту на месту Дубљане сачувани су остаци скромне цркве и неколико старих српских гробова са надгробним плочама.
Указом Краља од 23. јануара 1914. године насеље је добило статус варошице.
Српска народна школа је радила у периоду 1866—1889. године, па после прекида обновила рад.
Владика рашко-призренски и каснији Патријарх српски Павле у свом извештају Светом Архијерејском Синоду СПЦ, поред осталога, наводи податак да је на српском православном гробљу у Ораховцу, 16. новембра 1984, срушено 6 мермерних споменика. Августа и децембра 2023. су оскрнављени српски надгробни споменици и дрвени крстови. Због безбедносних разлога Срби нису сахрањивани на гробљу од 1998. до 2014. године, већ је то вршено у црквеном дворишту.

## Демографија
Према попису из 1981. град је био већински насељен Албанцима. Након рата 1999. већина Срба је напустила Ораховац. Пред НАТО бомбардовање Југославије у Ораховцу је живело преко две хиљаде Срба, док их је 2012. године било око четири стотине, окупљених у махали око цркве Успење Пресвете Богородице. Ораховац је град у коме су Срби најпре од свих места на Косову и Метохији доживели погром албанских екстремиста. Ни данас нису откривени земни остаци свих киднапованих и убијених.
| Етнички састав према попису из 1961.‍ | Етнички састав према попису из 1961.‍ | Етнички састав према попису из 1961.‍ | Етнички састав према попису из 1961.‍ | Етнички састав према попису из 1961.‍ |
| ------------------------------------ | ------------------------------------ | ------------------------------------ | ------------------------------------ | ------------------------------------ |
|                                      |                                      |                                      |                                      |                                      |
| Албанци                              | Албанци                              |                                      | 5.450                                | 73,9%                                |
| Срби                                 | Срби                                 |                                      | 1.761                                | 23,9%                                |
| Црногорци                            | Црногорци                            |                                      | 96                                   | 1,3%                                 |
| Укупно: 7.373                        |                                      |                                      |                                      |                                      |

| Етнички састав према попису из 1981.‍ | Етнички састав према попису из 1981.‍ | Етнички састав према попису из 1981.‍ | Етнички састав према попису из 1981.‍ | Етнички састав према попису из 1981.‍ |
| ------------------------------------ | ------------------------------------ | ------------------------------------ | ------------------------------------ | ------------------------------------ |
|                                      |                                      |                                      |                                      |                                      |
| Албанци                              | Албанци                              |                                      | 10.515                               | 80,1%                                |
| Срби                                 | Срби                                 |                                      | 2.037                                | 15,5%                                |
| Црногорци                            | Црногорци                            |                                      | 141                                  | 1,1%                                 |
| Југословени                          | Југословени                          |                                      | 113                                  | 0,9%                                 |
| Укупно: 13.134                       |                                      |                                      |                                      |                                      |

| Етнички састав према попису из 2011.‍ | Етнички састав према попису из 2011.‍ | Етнички састав према попису из 2011.‍ | Етнички састав према попису из 2011.‍ | Етнички састав према попису из 2011.‍ |
| ------------------------------------ | ------------------------------------ | ------------------------------------ | ------------------------------------ | ------------------------------------ |
|                                      |                                      |                                      |                                      |                                      |
| Албанци                              | Албанци                              |                                      | 15.467                               | 97,3%                                |
| Ашкалије                             | Ашкалије                             |                                      | 186                                  | 1,2%                                 |
| Срби                                 | Срби                                 |                                      | 85                                   | 0,5%                                 |
| Роми                                 | Роми                                 |                                      | 62                                   | 0,4%                                 |
| Укупно: 15.892                       |                                      |                                      |                                      |                                      |

Број становника на пописима:
|             | \| Демографија[9] \| Демографија[9] \| Демографија[9] \| \| Година \| Становника \| Становника \| \| -------------- \| -------------- \| -------------- \| \| 1948. \| 5.600 \| \| \| 1953. \| 6.411 \| \| \| 1961. \| 7.373 \| \| \| 1971. \| 10.080 \| \| \| 1981. \| 13.134 \| \| \| 1991. \| 18.296 \| \| |            |
| Демографија | |            |
| Година      | Становника | Становника |
| 1948.       | 5.600 |            |
| 1953.       | 6.411 |            |
| 1961.       | 7.373 |            |
| 1971.       | 10.080 |            |
| 1981.       | 13.134 |            |
| 1991.       | 18.296 |            |

## Познате личности
- Лазар Кујунџић, српски четнички војвода
- Јован Грковић Гапон, српски револуционар и православни монах
- Бора Спужић, српски певач народне музике
- Неџмије Пагаруша, југословенска и албанска певачица и глумица
- Павлина Радовановић, српска певачица и хуманитарац